# 朱時宜

朱時宜（SHIH-I CHU，1943年1月8日—2021年8月7日），美国物理学家和化学家，哈佛大學化學物理學博士，師從亞歷山大·達爾加諾，堪薩斯大學化學系名譽講座教授，國立臺灣大學物理系名譽講座教授。1988年獲得美國物理學會會士、2006年獲得中華民國中央研究院院士等榮譽。2012年成為發展中世界科學院（TWAS for 2012）新科院士。

## 生平
- 1965年國立臺灣大學化學系學士
- 1968年國立臺灣大學化學系碩士
- 1971年國立清華大學理論物理學博士
- 1974年美國哈佛大學化學物理學博士

## 家庭
父親是台灣文學作家朱點人，曾長期被政府長期監控。

## 荣誉
- 1976－1978年，美國耶魯大學物理系約西亞·吉布斯學術獎(Jillard Gibbs Fellow)。
- 1980－1984年，美國艾爾弗雷德·斯隆基金會（Alfred P. Sloan Foundation）學術獎。
- 1984－1985年，美國實驗天體物理聯合研究所傑出客座專家（JILA Visiting Fellow）。
- 1987－1988年，美國古根漢基金會學術獎（John Simon Guggenheim Fellow）。
- 1988年至今，美國物理學會會士。
- 1988年，美國 Olin Petefish Award in Basic Sciences。
- 1990年至今，美國堪薩斯大學化學系名譽講座教授（Watkins Distinguished Professor）。
- 2006年，當選中華民國中央研究院第二十六屆院士（Academician, Academia Sinica, Taiwan, R. O. C.）。
- 2012年，當選發展中世界科學院（The Academy of Sciences for the Developing World, TWAS）院士。

## 重要研究與貢獻
朱時宜是量子科學及計算科學領域的權威專家，尤其在「強場原子及分子物理」的奠基及發展上具有歷史性的重要貢獻。他在1977年提出的non-hermitian Floquet理論，為研究原子與強場雷射非微擾交互作用奠定新的理論基礎。之後他推展出一系列的廣義Floquet理論與定理，以及動力學的精密計算方法，廣泛應用於多光子化學及物理的各種反應與嶄新的非線性光學現象之研究上，為強場原子分子物理三十多年來的研究開闢了新的大道。另外他最近在凝聚態量子計算、阿秒（attosecond）雷射超快科學，和量子控制等嶄新的領域的研究，也有先驅性的成果及貢獻。

## 宗教信仰
朱時宜皈依真佛宗蓮生活佛盧勝彥，著有「你所不知道的我的師父蓮生活佛」一文，並曾講演以下與佛教相關的題目：
- 淺談「真空」的本質[8]
- 科學跟佛教是可以共通的[9]